# Альбов, Николай Михайлович
Никола́й Миха́йлович А́льбов (3 [15] октября 1866, Павлово, Нижегородская губерния — 24 ноября [6 декабря] 1897, Ла-Плата) — русский ботанико-географ и путешественник, исследователь Кавказа, Аргентины и Огненной Земли.

## Биография
Альбов родился 3 октября 1866 года в селе Павлове Горбатовского уезда Нижегородской губернии в семье полкового священника Михаила Стефановича Альбова. С раннего детства ему приходилось часто переезжать вместе с 11-м Псковским пехотным имени князя Голенищева-Кутузова полком, в котором служил его отец. Из Павлова его семья переехала в Нижний Новгород, а потом в уездный город Владимирской губернии — Шую.
Получать систематическое образование Альбов начал в 1875 году в Шуйской прогимназии. В 1884 году, блестяще окончив Владимирскую гимназию, он поступил на естественно-научное отделение физико-математического факультета Московского университета. Однако, тяжело заболев чахоткой, в 1888 году он был вынужден сменить место жительства и перебрался на юг — в Сухум. Перемена климата пошла на пользу, но возвращаться в Москву врачи не советовали и продолжать образование Альбов отправился в Новороссийский университет, где вскоре стал любимцем преподавателей и членом Новороссийского общества естествоиспытателей.
В 1889 году по заданию заведующего кафедрой ботаники профессора Л. А. Ришави Альбов совершил научную экспедицию по горам Западного Кавказа и абхазскому побережью Чёрного моря, привёз ценные гербарные материалы.
Завершив учёбу в университете, в 1890 году Альбов снова пустился в путешествие по Кавказу. На этот раз он посетил перевалы Бзыбского хребта и реку Бзыбь, через верховье реки Мзымты прошёл до озера Мзымт-Адзвич, по пути, естественно, проводя ботанические изыскания, дополняя гербарий.
В 1891 году Альбов в одиночку снова отправился на Кавказ. На сей раз целью похода были леса Абхазии, их вертикальное зонирование. По возвращении началась работа по систематизации полученных данных, которая потребовала посетить Гербарий Буассье в Женеве (1893—1894).
Швейцарские ботаники и натуралисты-любители, объединённые в Общество покровительства растениям, предоставили Альбову для работы не только доступ к хранилищу гербария Буассье, но и деньги для продолжения работ по исследованию флоры Кавказа. На эти деньги Альбов трижды совершал поездки на Кавказ. Кавказу посвящён ряд работ Альбова, из которых главнейшая — «Prodromus florae Colchicae» (1895), суммирующая итоги исследования Западного Закавказья. Она заключает описание около 1500 видов, среди них много новых. Исследование написано на основании обработки материалов, произведённой в Гербарии Буассье. В «Бюллетенях Гербария Буассье» в 1893—1895 годах Альбов описал ряд новых видов и родов. Красочные описания природы и главным образом растительности Кавказа даны Альбовым в ряде статей, опубликованных на русском и французском языках; особенно яркая из них «Очерк растительности Колхиды» (1896), в нём Альбов впервые выявил эндемизм и своеобразность абхазской флоры и растительности (в том числе известкового Бзыбского хребта).
Переселившись в 1895 году в Аргентину (куда Альбова забросила невозможность обеспечить себя работой по специальности в России), где занял должность ботаника музея Ла-Платы, учёный взялся за изучение новой для него страны и Огненной земли, посетил Патагонские Анды. Результатом явились исследования «Contributions à la flore de la Terre de Feu» (1896), «Природа Огненной земли» (1899), «Заметки о флоре Огненной земли» (1899) (посмертно изданы: «Essai de flore raisonnée de la Terre de Feu» (1902), то же по-русски «Опыт сравнительного изучения флоры Огненной земли» (1904)).
Большой интерес представляют письма Альбова родным, в которых мастерски описаны заграничные впечатления и жизнь, Гербарий Буассье, поездка в Королевские ботанические сады Кью и другое.
Во время последней поездки в Уругвай заболел и умер. Похоронен на кладбище Ла-Платы.

## Память о Н. М. Альбове
- Б. К. Шишкин назвал именем Николая Михайловича Альбова род растений Альбовия (Albovia Schischk.) семейства Зонтичные.
- В его честь названа скала Альбова на Земле Уилкса в Антарктиде, обнаруженная и отмеченная на карте в 1958 году САЭ (координаты: 66°28′ ю. ш. 126°47′ в. д.HGЯO)[7].
- В г. Павлово (Россия, Нижегородская область) есть улица названая в честь ботаника-географа.

В честь Н. М. Альбова учёными названы следующие растения:
- Albovia (Б. К. Шишкин)
- Albovia tripartita (Б. К. Шишкин), бедренец трёхраздельный
- Allium albovianum (А. И. Введенский), лук Альбова
- Alboviodoxa elegans (Ю. Н. Воронов)
- Antitoxicum albovianum (Е. Г. Победимова)
- Asperula albovii (И. П. Манденова), ясменник Альбова
- Chrysosplenium albovianum (Ш. И. Кутаталадзе)
- Campanula albovii (А. А. Колаковский), колокольчик Альбова
- Centaurea albovii (Д. И. Сосновский), василёк Альбова
- Cirsium albovianum (Sommier S., Levier E.)
- Daphne albowiana (Ю. Н. Воронов), волчеягодник Альбова
- Euphrasia alboffii (Chabaret A.), очанка Альбова
- Heracleum albovii (И. П. Манденова), борщевик Альбова
- Kemulariella albovii (С. Г. Тамамшян), астра Альбова
- Koeleria albovii (Domin K.), тонконог Альбова
- Melampyrum alboffianum (Beauverd G.), марьянник Альбова
- Saxifraga albowiana (Kurtz F.), камнеломка Альбова
- Sorbus albovii (Ю. Д. Цинзерлинг), рябина Альбова

## Печатные труды
- Очерк растительности окрестностей Сухума // Записки Новороссийского общества естествоиспытателей. Т. XIV. 2. Протокол 25.11.1889 г.
- Описание новых и наиболее редких видов растений, найденных в Абхазии в 1889−1890 гг // Отчет и труды Одесского отдела Императорского российского общества садоводов за 1890 г. — 1890. — С. 94—112.
- Абхазские папоротники // Записки  Новороссийского  общества  естествоиспытателей. — Одесса, 1891. — Т. XVI, вып. 1. — С. 97—106.
- The Western Caucasus and its Flora (англ.) // The Gardeners' Chronicle. — May, 1892. — P. 7—28.
- Об апельсинных и лимонных плантациях Лазистана // Записки Императорского общества сельского хозяйства Южной России,1892. — Вып. 3. — С. 86—88.
- Состояние садоводства в Абхазии // Записки  Императорского  общества сельского хозяйства Южной России. — 1892. — Вып. 3. — С. 67—85.
- Леса Абхазии // Записки Императорского общества сельского хозяйства Южной России. — Одесса, 1892. — Вып. 4. — С. 37—53.
- Ботаническая экскурсия в Лазистан (Одесса. 04.05.1892 г.) // Записки Кавказского отдела Императорского Русского географического общества. Кн. XV. — Тифлис. 1893. — С. 158—165.
- Ботанико-географические исследования в Западном Закавказье в 1893 году. Наблюдения над флорою известняков // Тр. Кавк. отд. Русск. геогр. об-ва. — 1893. — Т. XVI. — С. 115—158.
- Два новых рода для флоры Кавказа: Ramphicarpa и Dioscorea // Тр. С.-Петерб. бот. сада. — 1893. — Т. XII, № 9. — С. 435—443.
- Из Абхазии: состояние лесов // Русское Лесное дело. 1893. No 11. — Санкт-Петербург. — С. 496—502.
- Contributions à la flore de la Transcaucasie: Plantes nouvelles, rares ou peu connues, trouvées en Abchasie de 1889 à 1892 (фр.) // Bull. de l'Herbier Boissier. — 1893. — Vol. I. — P. 238—268.
- Отчёт о ботанических исследованиях Абхазии за 1890 год // Записки Кавказского отдела Императорского  Русского географического общества. — Тифлис, 1893. — Т. XV. — С. 166—187.
- Результаты ботанических исследований Абхазии (Сообщение, прочитанное в Ботаническом  отделении Санкт-Петербургского общества  естествоиспытателей 20 января 1893 г.) // Труды Санкт-Петербургского общества  естествоиспытателей, отделение ботаники. — 1893. — Т. XXIII, вып. 3. — С. 65—99.
- Список растений, собранных в Трапезондском вилайете в 1891 году // Тр. С.-Петерб. бот. сада. — Т. XIII, вып. 8. — С. 109—120.
- Этнографические наблюдения в Абхазии (Доклад, читанный на заседании этнографического отделения Императорского Русского географического общества 22.12.1892 г.) // Живая старина,1893. — Т. 3. — Вып. III. — С. 297—329.
- Nouvelles contributions à la flore de la Transcaucasie: Campanula: novae Caucasicae (фр.) // Bull. de l'Herbier Boissier. — 1894. — Vol. II. — P. 114—118.
- Nouvelles contributions à la flore de la Transcaucasie: Quelques plantes nouvelles du Caucase (фр.) // Bull. de l'Herbier Boissier. — 1894. — Vol. II. — P. 247—258, 448—455, 639—641.
- Альбов Н. М. Материалы для флоры Колхиды с рисунками. Prodromus Florae Colchicae. — Тифлис; Женева, 1895. — 287 с.
- Материалы для флоры Колхиды // Тр. Тифл. ботан. сада. Вып. I. — Тифлис, 1895. — 289 с., 4 табл.
- Nouvelles contributions à la flore de la Transcaucasie: Quelques plantes nouvelles du Caucase (фр.) // Bull. de l'Herbier Boissier. — 1895. — Vol. II. — P. 89—96.
- Nouvelles contributions à la flore de la Transcaucasie: Une nouvelle Campanule remarquable, une nouvelle Gentiane remarquable, un nouveau genre d'Ombellifères, une nouvelle espèce de Trapa (фр.) // Bull. de l'Herbier Boissier. — 1895. — Vol. III. — P. 228—239.
- La flore alpine des calcaires de la Transcaucasie Occidentale (фр.) // Bull. de l'Herbier Boissier. — 1895. — Vol. III. — P. 512—538.
- La Nature de la Transcaucasie occidentale (фр.) // Bull. de l'Associat. pour la protection des plantes. — 1895. — Vol. 13. — P. 64—70.
- Dans les coins perdus du Caucase. Souvenirs d'un voyage au Caucase fait en 1894 (фр.) // Supplément à l'Echo des Alpes. — Geneva, decembre 1895. — P. 1—34.
- Prodromus florae Colchicae // Tp. Тифлисск. бот. сада. Первое приложение, вып. 1. — 1895. — С. I—XXVI и 1—287.
- Rapport préliminaire sur une excursion botanique dans la Sierra Ventana (фр.) // Revista del Museo de La Plata. — 1895. — Vol. VII. — P. 181—187.
- Ботанико-географические исследования в Западном Закавказье в 1894 году // Записки Кавказского отдела Императорского Русского географического общества. — 1896. — Т. XVII. — С. 50—80.
- Очерк растительности Колхиды // «Землеведение». Период. изд. Географ. Отд. Императ. Об-ва любителей естеств., антроп. и этногр. Кн. I. — 1896. — Т. 3. — С. 1—78.
- Contributions à la flore de la Terre de Feu. I. Observations sur la végétation du canal de Beagle (фр.) // Revista del Museo de La Plata. — 1896. — Vol. VII. — P. 277—309.
- Contributions à la flore de la Terre de Feu. II. Enumération des plantes du canal de Beagle et de quelques autres endroits de la Terre de Feu (фр.) // Revista del Museo de La Plata. — 1896. — Vol. VII. — P. 353—402.
- La naturalenza en la Tierra del Fuego (Conference donnee au Musee de La Plata le 6 septembre, 1896) (исп.) // Museo de La Plata. Lecturac publicas.. — 1896.
- Les forêts de la Transcaucasie Occidentale (фр.) // Bull. de l'Herbier Boissier. — 1896. — Vol. IV. — P. 61—77.
- Путешествие в Черноморских горах в 1894 году // Записки Кавказского отдела Императорского  Русского географического общества. — Тифлис, 1896. — Т. XVIII. — С. 17—49.
- В заброшенных уголках Кавказа // Землеведение. — Т. VII, вып. 1—2. — С. 17—38.
- Из заграничных писем (из Западной Европы и Южной Америки) // Землеведение. — 1899. — Т. VI, вып. 1—2. — С. 39—169.
- Природа Огненной Земли // Землеведение  / Пер. с испан. Альбовой А. М.. — 1899. — Т. VI, вып. 1—2. — С. 170—183.
- Заметки о флоре Огненной Земли // Землеведение  / Пер. с франц. А. Альбовой. — 1899. — Т. VI, вып. 1—2. — С. 184—212.
- Essai de flore raisonnée de la Terre de Feu (фр.) // Annales del Museo de La Plata, sect. bot. — 1902. — Vol. 1. — P. 1—85 + XXIII.
- Опыт сравнительного изучения флоры Огненной Земли. Фито-географический этюд // Землеведение. — М., 1903. — Т. X, прил. 2-е. — С. 1—126.